# Sentimente.ro
Sentimente.ro este un serviciu online de dating și relaționare socială, lansat în septembrie 2001, care oferă gratuit servicii de interacțiune între membri. Proprietarul sitului este netBridge, o companie finanțată de unul dintre fondurile de investiții americane, care mai deține și proiectul de dating online, Aman2.ro.
Sentimente.ro grupează în prezent (2007) peste 400.000 membri, sub mottoul „ceea ce contează”. Din aceștia cca 15% au vârste sub 25 de ani, iar cca 50% au între 25 și 34 de ani. 35% din membri sunt femei și 65% bărbați. Statisticile serviciului arată că, potrivit propriilor declarații, mai mult de jumătate din utilizatori (aproximativ 57%) sunt persoane cu studii superioare sau sunt studenți. Din referințele sitului Trafic.ro se poate deduce că 23% dintre vizitatori sunt din afara României. Aproximativ 90%  din vizitatorii sitului revin pe Sentimente.ro.
În luna iunie 2007 Sentimente.ro avea:
- 449.839 membri
- 154.056 fotografii
- 160.896.049 mesaje instant
- 34.242.887 mesaje

Proiecte dezvoltate, în ultimul timp, de Sentimente.ro:
- un nou sistem de mesagerie instant, sistem ce nu necesită descărcarea și instalarea separată a aplicației. Mesageria se accesează direct pe site.
- o secțiune de "Evenimente"
- colaborarea constantă, începând cu luna iunie 2007, cu dr. Cristian Andrei (protagonistul emisiunii "9595" de la Antena 1)
- pizza Sentimente.ro (poate fi comandată la un restaurant din Târgu Mureș)
- partener media "Asociația Milioane de Prieteni"